# Tresco (Isole Scilly)
Tresco (in lingua cornica: Ynys Skaw; 2,97 km²; 163 ab. circa) è una delle sei isole abitate dell'arcipelago delle Isole Scilly, arcipelago sull'Oceano Atlantico appartenente alla contea inglese della Cornovaglia.
È, dopo St Mary's, la seconda isola più estesa dell'arcipelago.
Centri principali dell'isola sono Old Grimsby e New Grimsby.

## Geografia

### Collocazione
Tresco si trova tra le isole di Bryher e St Martin's (rispettivamente ad est della prima e a sud-ovest della seconda), a nord-est dell'isola di Samson e a nord-ovest dell'isola di St Mary's (da cui dista circa 1 miglio marino).

### Territorio
Il territorio settentrionale dell'isola è caratterizzato da scogliere in granito e da brughiere, mentre quello meridionale si caratterizza per le ampie spiagge e la vegetazione subtropicale.
L'isola (unica tra le Scilly) è di "proprietà privata", facente capo ad una secolare concessione.
La attuale struttura privata di gestione provvede alla conservazione dell'isola, ed il suo utilizzo come struttura turistica (residenze ed alloggi, luoghi di ristoro, musei, un piccolo giardino botanico sub-tropicale nel terreno di una vecchia abbazia (Abbey Garden), spiagge.

#### Laghi[9]
- Great Pool

#### Isole interne[9]
- Paddy's Island, nel Great Pool

#### Baie[9]
- Appletree Bay
- Pentle Bay

#### Promontori[9]
- Crow Point
- Frenchman's Point
- Kettle Point
- Lizard Point
- Long Point
- Merchant's Point
- Rushy Point
- Tobaccoman's Point

## Leggende
Secondo una leggenda, Tresco sarebbe l'ultimo luogo dove è stato sepolto Re Artù.

## Luoghi d'interesse

### Tresco Abbey Gardens
Nella parte meridionale  dell'isola, si trovano gli Abbey Gardens, giardini sistemati a partire dal 1834 per volere di Augustus Smith nel luogo dove un tempo sorgeva un'abbazia benedettina (costruita nel X secolo).

I giardini ospitano oltre 5.000 piante subtropicali provenienti da oltre 80 Paesi, tra cui Brasile, Nuova Zelanda e Sudafrica.

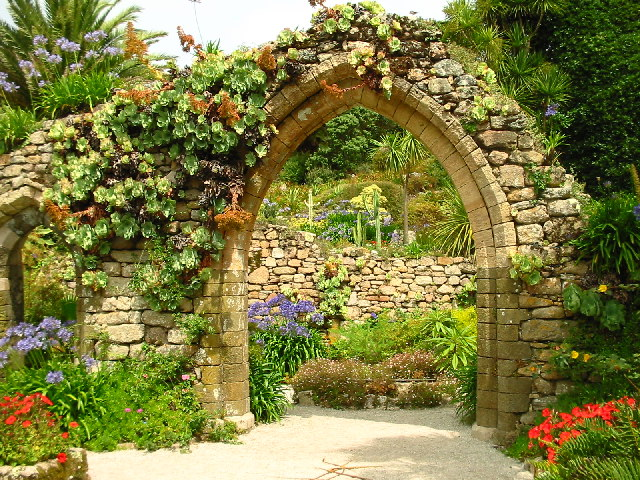
Gli Abbey Gardens di Tresco.

#### Valhalla Museum
I giardini ospitano inoltre il Valhalla Museum o Valhalla Ships Figurehead Collection, un singolare museo che raccoglie le polene, le insegne e le decorazioni delle navi naufragate al largo dell'isola.

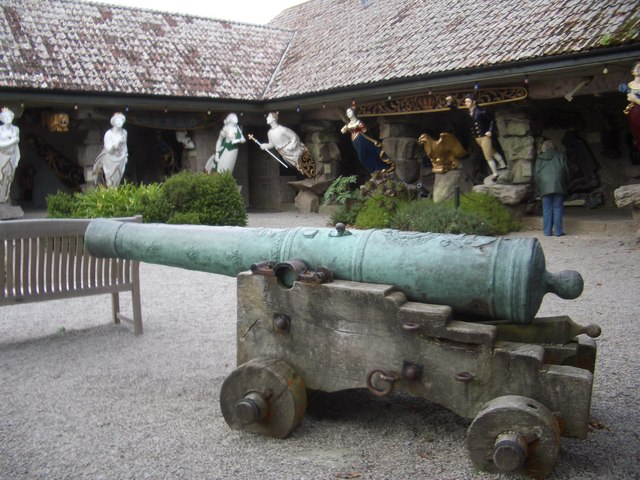
Il Valhalla Museum all'interno degli Abbey Gardens

### Castello di Cromwell
Nella parte nord-occidentale dell'isola, a nord di New Grimsby, si trova il Castello di Cromwell (Cromwell's Castle), costruito su un promontorio nel 1651, nel corso della guerra civile inglese, in luogo di un preesistente edificio Tudor. Si tratta di una delle poche testimonianze di fortezza fatte costruire dal generale repubblicano Oliver Cromwell.  Del castello è tuttora visibile il torrione circolare, alto 80 metri.

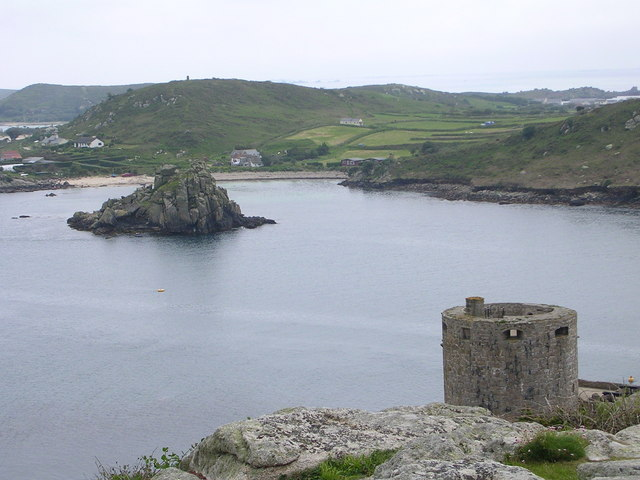
Veduta aerea del Castello di Cromwell, a Tresco

### King Charles's Castle
A nord del Castello di Cromwell si trova il King Charles's Castle, fortezza  che fu occupata dalle forze monarchiche nel 1651 durante la guerra civile inglese e che forse risale al secolo precedente.

## Trasporti
L'isola è collegata alla costa della Cornovaglia (in particolare con Penzance) grazie a un eliporto e all'isola di St Mary's tramite un servizio di traghetti giornaliero.